# Сьолковський Людвиґ
Сьолковський Людвиґ  (Siolkovsky Ludwig) — народжений в Празі. Майстер бандур харківського зразка в  Сент-Кетерінс‎і (англ. St Catherines), Канада. Інструменти діатонічні - 8 басків та 25 приструнків. Інструменти робив в 50-х роках.